# Girolamo Ortis
Girolamo Ortis (Vito d'Asio, 13 maggio 1773 – Padova, 29 marzo 1796) è stato il giovane italiano al quale Foscolo si ispirò nelle sue Ultime lettere di Jacopo Ortis.

## Il suicidio
Girolamo Ortis si tolse la vita a Padova il 29 marzo 1796, poche settimane prima della laurea in medicina. Alloggiava presso il Collegio Pratense o dei Furlani, risalente all'epoca medievale (oggi sede di un comando militare), che, in ossequio alle volontà del vescovo Pileo da Prata che ne era stato il fondatore, ospitava studenti originari di Padova, Venezia, Treviso e del Friuli (Vito d'Asio oggi è in provincia di Pordenone). La morte avvenne durante la notte nella sua stanza: si inferse due pugnalate, una al petto, l'altra alla gola. Il corpo venne ritrovato al mattino. Così il referto della Sanità:
Il Sig.r Girolamo Ortis dal Friul, ammalato g.ni 4, d’anni 20 c.a levatosi dal letto, e preso un Coltello si uccise colle proprie mani, nel Coll.o pratense.»
Del suicidio si tacque, però, nel documento ecclesiastico ("fu ritrovato [...] ucciso, nè si sa come"), così da rendere possibili le esequie religiose, precluse a quanti fossero andati incontro alla morte deliberato consilio. Queste si celebrarono il giorno stesso nella chiesa di San Lorenzo, alla cui parrocchia apparteneva la zona del Santo, nella cripta della quale Girolamo fu deposto. Oggi San Lorenzo non esiste più, ma il luogo in cui si trovava è facilmente individuabile, dato che la Tomba di Antenore era addossata alla sua facciata. Girolamo Ortis è sepolto sotto la Tomba di Antenore, nel cuore di Padova.
Il Sig.r Girolimo Ortis Figlio di Gio. Batta del Friul abitante nel Collegio Pratense di questa Parrochia d’anni 20 morì in’Unione di S.a Madre Chiesa, fù ammalato da qualche giorno, né mai fù visitato dal Parroco, perché non chiamato; in questa mattina fù ritrovato nella sua camera ucciso, né si sa come. Il suo Cadavere fù sepolto in questa Parr.le di S. Lorenzo.»
Nel destinare il suo nome al protagonista delle Ultime lettere, è probabile che Foscolo si attenga a tale documento e alle sue motivazioni ("non si seppe il perché"), il che gli consente anche di immedesimarsi pienamente in quel gesto, al di là di implicazioni biografiche.

## Perché Ortis?
La scelta del nome (del cognome) di Girolamo deriva — la scoperta risale a vent'anni fa, ma la notizia è poco nota — dalla coincidenza con il giorno della sua morte di due eventi drammaticamente importanti nella vita del poeta, uno di portata storica e uno privato, che rimandano a quelle che a ragion veduta furono poi definite le due anime dell'Ortis, "il furor di patria e l'amore": Girolamo Ortis si uccise nei giorni, se non il giorno, in cui Napoleone iniziava la campagna d'Italia (Venezia sarebbe caduta poco più di un anno dopo), ossia la notte stessa del giorno in cui la donna amata da Foscolo, Isabella Teotochi, convolava in segreto a seconde nozze.
Melchiorre Cesarotti, che rispetto al Pratense abitava sull'altro lato della via, conosceva un fratello di Girolamo e teneva "corrispondenza familiare" con lui. Si chiamava Leonardo Ortis, era sacerdote e insegnante di belle lettere nel seminario di Portogruaro (oggi Collegio Marconi), dove aveva avuto Girolamo come alunno. Difficile pensare che non avesse informato l'abate padovano della presenza del fratello minore nel collegio a poche decine di metri da casa sua. Parrebbe anzi verosimile che i due si siano conosciuti (per Foscolo una possibile via, fra altre, per venire a sapere di Girolamo), e farebbe persino supporre, visto che dalla data di una lettera sappiamo il Cesarotti di certo presente in Padova quel 29 marzo, che di fronte alle pietose incombenze legate alle esequie e alla sepoltura del giovane egli abbia reso disponibile la sua amicizia.
Ugo Foscolo, pur ispirandosi alla vicenda del giovane per il celebre romanzo epistolare, non lo conobbe mai personalmente. Nel romanzo mutò il nome del giovane in Jacopo Ortis.